# ケネス・ウォルシュ
ケネス・ウォルシュ（英: Kenneth Walsh、1945年2月11日 - ）は、アメリカ合衆国の競泳選手。
1968年のメキシコシティオリンピックで、4×100m自由形リレーや4×100mメドレーでマーク・スピッツなどとともに金メダルを獲得した。